# Ordine della Stella Polare
L'Ordine della Stella Polare (svedese Nordstjärneorden) è un ordine cavalleresco dinastico della corona svedese.

## Storia

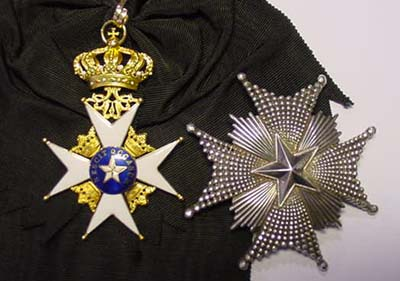
Medaglia e placca dell'ordine della Stella Polare

La fondazione dell'Ordine della Stella Polare sembra da ricondursi ad un'epoca piuttosto remota, anche se nessuna informazione ci giunge relativamente alla sua fondazione prima del Settecento. Caduto successivamente in disuso, l'Ordine venne rifondato nel 1748, per merito del monarca Federico I di Svezia, assieme ad altri ordini cavallereschi svedesi. L'ordine è stato inteso, fino al 1975, come riconoscimento per cittadini svedesi o stranieri "emeriti per la dedizione al dovere, per la scienza, le lettere, l'insegnamento e l'utilità per le nuove opere e le istituzioni benefiche"; attualmente viene assegnato a membri della famiglia reale e a cittadini stranieri per atti di devozione e distinzione verso la Svezia.
Dalla riorganizzazione degli Ordini avvenuta nel 1975 al 2023 l'Ordine è stato assegnato solo ai membri della Famiglia reale e a personalità straniere, spesso titolari di cariche come quelle di Primo ministro e di ministro durante le visite di Stato. Veniva assegnato anche ai membri delle Famiglie reali straniere che non erano qualificati per il più prestigioso Ordine dei Serafini. Nel 2019, una commissione parlamentare venne incaricata di stabilire delle linee guida su come reintrodurre gli Ordini svedesi, compreso l'Ordine della Stella Polare, nel sistema delle onorificenze svedesi e su come i cittadini svedesi potessero nuovamente esserne insigniti. La commissione presentò i suoi risultati nel settembre del 2021 e il governo dichiarò che un disegno di legge in materia sarebbe stato presentato al Riksdag il 19 aprile 2022. Il disegno di legge fu approvato dal Riksdag a larga maggioranza il 19 giugno successivo. Il 20 dicembre 2022 il Governo svedese pubblicò il nuovo regolamento che abrogò quello del 1974, ripristinò la possibilità di conferire gli Ordini Reali ai cittadini svedesi e riattivò l'Ordine della Spada e l'Ordine di Vasa. Questo entrò in vigore dal 1º febbraio 2023.

## Classi
L'Ordine della Stella Polare dispone di cinque classi di benemerenza che danno diritto a dei postnominali qui indicati tra parentesi:
- Commendatore di Gran Croce (KmstkNO)
- Commendatore di I Classe (KNO1kl)
- Commendatore (KNO)
- Cavaliere di I Classe/Ledamöter di I classe (RNO1kl/LNO1kl)
- Cavaliere (RNO)

Prima del 2023, gli ecclesiastici e le donne non erano insigniti del titolo di cavaliere ma di quello di Ledamot av andliga ståndet ("Membro dell'armatura") per i sacerdoti e di Ledamot ("Membro") per le donne. Tuttavia lo Statuto del 2023 non fa alcuna differenza tra uomini e donne.
| Nastri 1748–1975 (tutti gli insigniti) 2013–2023 (principi svedesi insigniti) dal 2023 (tutti gli insigniti) |                       |              |                          |                            |
| Cavaliere | Cavaliere di I Classe | Commendatore | Commendatore di I Classe | Commendatore di Gran Croce |

| Nastri 1975–2023 (insigniti stranieri) |                       |              |                          |                            |
| Cavaliere                              | Cavaliere di I Classe | Commendatore | Commendatore di I Classe | Commendatore di Gran Croce |

## Insegne

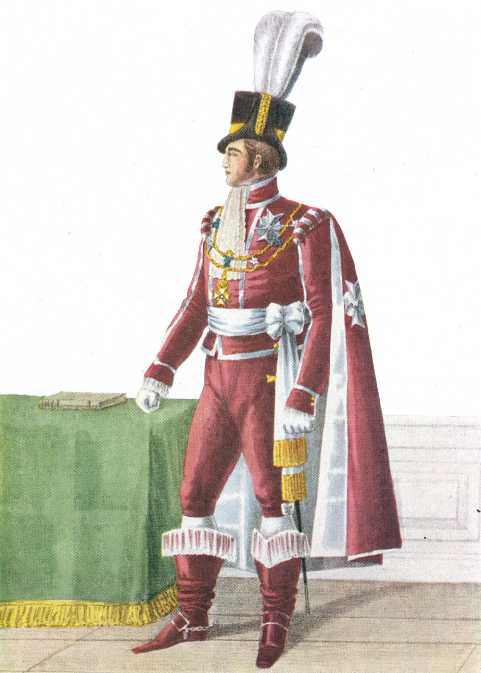
Miniatura colorata della veste dell'Ordine intorno agli inizi dell'Ottocento

- Il collare dell'Ordine è d'oro e consiste di sette stelle a cinque punte smaltate di bianco, alternate al monogramma "F" (per re Federico I di Svezia) coronato in smalto blu, il tutto unito da anelli di catena.
- La medaglia dell'Ordine è una croce maltese smaltata di bianco, in argento per le ultime due classi ed a smalti dalla classe di Commendatore in su. All'incrocio delle braccia si trova una corona. Il disco centrale, che è identico su entrambi i lati, è in smalti blu con una stella a cinque punte smaltata di bianco e circondata dal motto latino "Nescit occasum". La medaglia è sormontata dalla corona reale svedese in oro.
- La placca dell'Ordine è d'argento e consiste in una croce maltese raggiante in argento riportante in petto una stella a cinque punte del medesimo materiale.
- Il nastro dell'Ordine è nero. Questo colore venne scelto per contrastare con il bianco scintillante dell'insegna e tale rimase sino al 1975 quando il nastro venne cambiato con l'attuale, azzurro con una striscia gialla per parte (a riprendere i colori della bandiera svedese).

## Insigniti notabili
- Christopher Polhem, scienziato ed inventore (1661 - 1751)
- Jonas Alströmer
- Johan Magnus Almqvist
- Hjalmar Lundbohm
- Yngve Larsson
- Franz Berwald
- Rudolf Walden
- Masaru Ibuka
- Olof Molander
- Bengt Petri
- Carl Axel Petri
- Greta Garbo
- Giōrgos Papandreou
- Susan Sontag
- Mohammed Al-Amoudi
- Dan Ekholm
- Bengt Helldal
- Gunnar Lagergren
- David Bachmann
- Carl von Linné
- Mahathir Mohamad
- Hildor Arnold Barton, storico (1929 - )
- Massimo Cimino, astrofisico italiano (1908-1991)
- Roberto Galloni, fisico italiano, consigliere scientifico Ambasciata d'Italia 1998-2006
- Clio Maria Bittoni, consorte del presidente della Repubblica italiana Giorgio Napolitano
- Laura Mattarella, figlia del presidente della Repubblica italiana, supplente consorte